# Deeping Gate
Deeping Gate – wieś i civil parish w Anglii, w hrabstwie ceremonialnym Cambridgeshire, w dystrykcie (unitary authority) Peterborough. W 2011 roku civil parish liczyła 515 mieszkańców.